# Otis Redding
Pour les articles homonymes, voir Redding.
Otis Ray Redding, né le 9 septembre 1941 à Dawson (Géorgie) et mort le 10 décembre 1967 dans un accident d’avion dans le lac Monona (Wisconsin), est un chanteur afro-américain de musique soul et de rhythm and blues.
Otis Redding est parvenu à faire de sa musique, profondément enracinée dans la culture noire américaine, une musique universelle. À cet égard, il jouit d’une remarquable popularité à travers le monde comme l’attestent les nombreuses reprises, de son vivant ou posthumes, par des artistes d'horizons multiples : des Rolling Stones à Aretha Franklin en passant par Etta James, les Moody Blues, le Golden Gate Quartet, Janis Joplin, Tina Turner, Johnny Hallyday, Michael Bolton, les Black Crowes, Seal ou Papa Wemba. Plusieurs artistes de renom lui ont par ailleurs rendu hommage en chanson comme Eddie Floyd (Big Bird), Wilson Pickett (Cole, Cooke & Redding), Arthur Conley (Otis Sleep On), The Doors (Runnin' Blue), Paul Young (Now I Know What Made Otis Blue), Magma (Otis), Jay-Z et Kanye West (Otis), etc.

## Biographie

### Débuts
Né dans la ville de Dawson, dans une région agricole du sud de la Géorgie, Otis Redding est le quatrième des six enfants d'Otis Redding Sr. et de Fannie Mae Redding.
Il passe toute son enfance à Macon (Géorgie), dont il deviendra plus tard le maire d’honneur. Son père gagne sa vie sur la Robins Air Force Base de l'armée de l'US Air Force et cumule un temps partiel de révérend. L'influence religieuse familiale se ressent dans beaucoup de ses chansons.
Son père étant malade de la tuberculose, Otis Redding doit très vite quitter l’école pour subvenir aux besoins de sa famille et occupe divers petits boulots ; il est notamment batteur dans des groupes de gospel le dimanche matin, pour six dollars la matinée. Puis il part en tournée avec The Upsetters, l'ancien groupe de Little Richard, pour 25 $ par semaine.
Otis Redding reste longtemps à Macon auprès de sa famille, puis de sa femme, Zelma. Il participe régulièrement aux concours de talents de l'émission Teenage Party animée par Hamp Swain, et termine souvent premier. Sa rencontre avec Johnny Jenkins bouleverse sa vie. Ce guitariste noir survolté qui joue de la guitare à l’envers (préfigurant le jeu explosif de Jimi Hendrix) lui propose de rejoindre son groupe, Pat T. Cake and the Mighty Panthers. L'association avec Jenkins permet à Otis Redding de rencontrer l’agent de celui-ci : Phil Walden. Le groupe tourne dans le sud des États-Unis, principalement dans le « Chitlin' Circuit », une série de boîtes de nuit et de salles de danse accueillant des musiciens afro-américains à l'époque où la ségrégation raciale des salles de concert est très répandue. Quand Jenkins quitte le groupe de Pat T. Cake pour former les Pinetoppers, il emmène Walden et Redding avec lui,.
Otis Redding n’est encore qu’un membre parmi d’autres et Johnny Jenkins est la star de la scène rhythm and blues locale. Son style de voix est influencé par ceux de Sam Cooke, Little Richard, Little Willie John et Hank Ballard.

### Carrière
En 1960, Otis Redding  a l'occasion d'enregistrer deux premiers disques, She's All Right/Tuff Enuff et Gettin' Hip/Gamma Lama, avec un groupe nommé The Shooters pour le producteur Morey Bernstein, sans réussite.
Bobby Smith, qui dirige Confederate Records, enregistre un autre disque avec Redding intitulé Shout Bamalama, dans le style de Little Richard. Ce dernier obtient un petit succès local.
C'est alors que Joe Galkin propose à Johnny Jenkins une session d'enregistrement à Memphis, Tennessee, dans les studios Stax. Otis fait office de chauffeur pour le guitariste. Jenkins ne séduit pas du tout Jim Stewart, le producteur de Stax. Comme la séance se termine assez tôt, Otis Redding a l'occasion d'interpréter deux chansons. Il convainc la maison de disques grâce à These Arms of Mine, ballade soul qui permet au chanteur d’exprimer avec succès l'incroyable modulation de sa voix. Ces ballades assurent, dans un premier temps, les succès de Redding (That’s What My Heart Needs, Pain in My Heart, jusqu’au langoureux I’ve Been Loving You). Toutefois, les titres plus durs et plus rythmés, où les cuivres prédominent, connaissent un succès moindre.

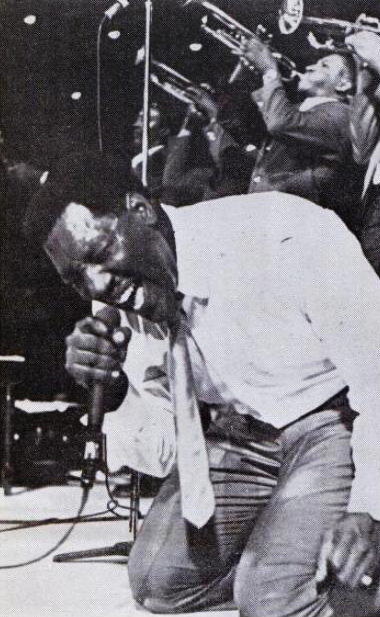
Otis Redding sur scène.

Avec Mr. Pitiful les choses évoluent pour le chanteur. Le titre lui permet d'entrer dans le top 10 des chansons rhythm and blues. Selon la légende, Otis Redding, surnommé Mr. Pitiful à cause de sa voix mélancolique, aurait créé cette chanson en quelques minutes avec l’aide de son arrangeur Steve Cropper.
En 1965 sort Otis Blue, l’album le plus complet de la carrière du chanteur, comprenant notamment Respect (qui sera l'immense succès d'Aretha Franklin), I’ve Been Loving You too long, Ole Man Trouble et de nombreuses reprises comme Satisfaction des Rolling Stones, Shake de Sam Cooke, My Girl des The Temptations ou Down in the Valley de Solomon Burke.
Avec Try a Little Tenderness, Otis Redding mêle dans une même chanson ses deux genres familiers, la ballade et la soul survoltée ; commençant par une ballade, la chanson explose finalement à grand renfort de cuivres et de chœurs.
Sa collaboration avec Carla Thomas, en 1967, donne notamment les chansons "Tramp" (sorti en avril), puis "Knock on Wood" et "Lovey Dovey", enchaînant succès sur succès. 
Au mois de juin de la même année, Otis Redding se produit et se fait remarquer au très renommé festival international de musique pop de Monterey.
Après une opération de la gorge, Otis Redding peut à nouveau chanter. Au mélancolique Fa-fa-fa-fa-fa (Sad Song), symbole de ses années « pitiful », répond le truculent The Happy Song. Dans un mélange de genres étonnant, Otis Redding veut d’ailleurs reprendre beaucoup de ses chansons en accélérant les ballades et en bridant ses chansons endiablées. Il n’en aura pas le temps.

### Mort
Le 10 décembre 1967, le bimoteur privé d'Otis Redding (un Beech 18) s'écrase sur la surface gelée du lac Monona (Wisconsin) alors qu'il était en approche de l'aéroport de Madison. L'avion qui venait de Cleveland avait également à bord les membres des The Bar-Kays. Le musicien Ben Cauley est le seul survivant. Otis Redding meurt ainsi presque trois ans jour pour jour après Sam Cooke (l’une de ses grandes idoles avec les Beatles et Bob Dylan). Peu après sa mort, Robby Krieger des Doors lui rend hommage dans la chanson Runnin' Blue (en), et le chanteur William Bell avec le titre A Tribute to a King.
Otis Redding repose dans sa propriété Big O Ranch de Round Oak, une bourgade du comté de Jones, à une trentaine de kilomètres, au nord de Macon, dans l'État de Géorgie.

## Succès posthumes
De nombreux tubes sortent après sa mort, comme Match Game et (Sittin' On) The Dock of the Bay, qu'il n'a pas pu achever, le sifflotement sur la fin de la chanson occupant la place d'un dernier couplet qu'il n'avait pas encore écrit. Si cette chanson est aujourd’hui celle que le grand public associe le plus volontiers au nom d’Otis Redding, ce n’est pas seulement à cause de la mort tragique de l’auteur, survenue quelques jours après son enregistrement, mais parce qu'il s’agit, pour certains, d’un virage pop qu’aurait pu prendre la carrière de l'artiste, au sommet de sa gloire.

## Hommages

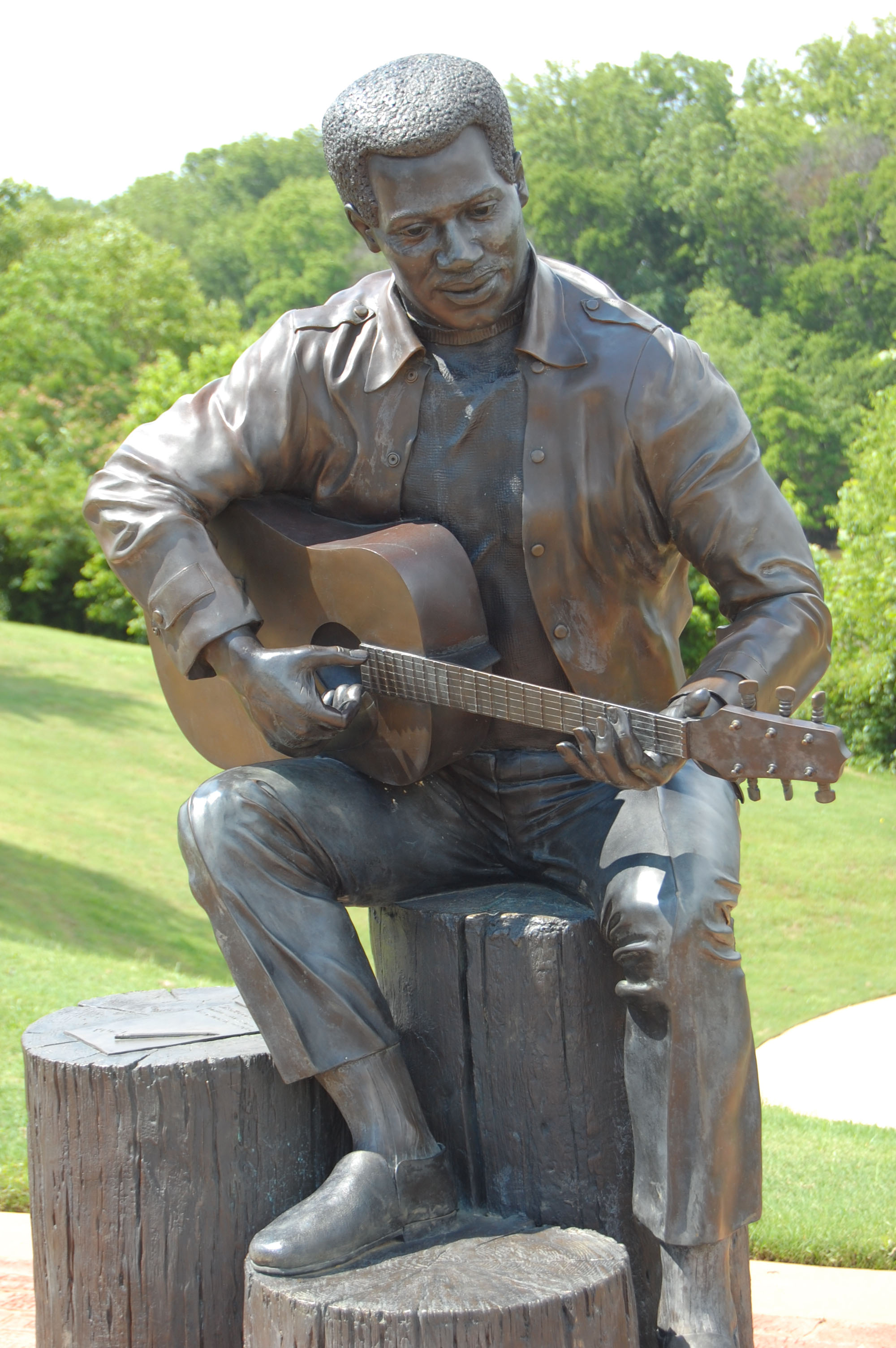
Statue de bronze d'Otis Redding à Macon (Géorgie).

À la fin des années 1970, ses fils Dexter et Otis Jr. fondent avec leur cousin Mark Locket le groupe de funk-disco The Reddings. En 1978, son nom est cité parmi ceux de chanteurs disparus dans le texte de la chanson-titre de l’album Ex-fan des sixties, écrit et composé par Serge Gainsbourg pour Jane Birkin. En 1985, le batteur-compositeur Christian Vander du groupe Magma lui dédie la chanson Otis sur l'album Merci. En 1989 Bill Deraime publie une adaptation de Sittin on the dock of the bay sour le titre Sur Le Bord De La Route (album Toujours Du Bleu). En 2002, une statue est érigée en son honneur à Macon (Géorgie), où il a passé son enfance. Un pont et une bibliothèque de la ville portent son nom. En 2011, la voix du chanteur sert de rythme dans la chanson Otis qui apparaît dans l'album Watch the Throne des rappeurs Kanye West et Jay-Z. À partir de 2011 en Europe, et en 2015 en France, créé à l’instigation de Chris Gibson (des Gibson Brothers) et animé par de nombreux artistes, le spectacle Les Rois de la soul rend hommage à Otis Redding et à d'autres étoiles de la musique soul.

## Postérité
Otis Redding fait partie de la liste des cent plus grands artistes de tous les temps selon le magazine Rolling Stone, et France Culture considère qu'il est probablement le plus grand chanteur de la soul music.

## Discographie

### Albums
- 1964 : Pain In My Heart

1. Pain My Heart
2. The Dog
3. Stand By Me
4. Hey Hey Baby
5. You Send Me
6. I Need Your Lovin'
7. These Arms of Mine
8. Louie Louie
9. Something Is Worrying Me
10. Security
11. That's What My Heart Needs
12. Lucille

- 1965 : The Great Otis Redding Sings Soul Ballads

1. That's How Strong My Love Is
2. Chained and Bound
3. Woman, a Lover, a Friend
4. Your One and Only Man
5. Nothing Can Change This Love
6. It's Too Late
7. For Your Precious Love
8. I Want to Thank You
9. Come to Me
10. Home in Your Heart
11. Keep Your Arms Around Me
12. Mr. Pitiful

- 1965 : Otis Blue: Otis Redding Sings Soul  - 33 tours – réédité en CD Otis Blue'

1. Ole Man Trouble
2. Respect
3. A Change Is Gonna Come
4. Down in the Valley
5. I've Been Loving You Too Long (to Stop Now)
6. Shake
7. My Girl
8. Wonderful World
9. Rock Me Baby
10. (I Can't Get No) Satisfaction
11. You Don't Miss Your Water

- 1966 : The Soul Album

1. Just One More Day
2. It's Growing
3. Cigarettes And Coffee
4. Chain Gang
5. Nobody Knows You (When Your Down And Out)
6. Good To Me
7. Scratch My Back
8. Treat Her Right
9. Everybody Makes A Mistakes
10. Any Ole Way
11. 634-5789

- 1966 : Complete & Unbelievable: The Otis Redding Dictionary of Soul

1. Fa-Fa-Fa-Fa-Fa (Sad Song)
2. I'm Sick Y'All
3. Tennessee Waltz
4. Sweet Lorene
5. Try A Little Tenderness
6. Day Tripper
7. My Lover's Prayer
8. She Put The Hurt On Me
9. Ton Of Joy
10. You're Still My Baby
11. Hawg For You
12. Love Have Mercy

- 1967 : King & Queen

1. Knock On Wood
2. Let Me Be Good To You
3. Tramp
4. Tell It Like It Is
5. When Something Is Wrong With My Baby
6. Loevy Dovey
7. New Year's Resolution
8. It Takes Two
9. Are You Lonely For Me Baby
10. Bring It On Home To Me
11. Ooh Carla, Ooh Otis

- 1967 : Live in Europe

1. Respect
2. I Can't Turn You Loose
3. I've Been Loving You Too Long (To Stop Now)
4. My Girl
5. Shake
6. (I Can't Get No) Satisfaction
7. Fa-Fa-Fa-Fa-Fa (Sad Song)
8. These Arms Of Mine
9. Day Tripper
10. Try A Little Tenderness

### Albums posthumes
- 1967 : The History of Otis Redding
- 1968 :
  - The Dock of the Bay
  - The Immortal Otis Redding
  - The Whisky A Go Go
- 1969 : Love Man
- 1970 : Tell The Truth
- 1972 :
  - The Otis Redding Story (Atlantic-ATCO, France, double album)
  - The Otis Redding Story. Vol. 2 (Atlantic-ATCO, France, double album)
- 1986 : The Ultimate Otis Redding
- 1992 :
  - Remember Me
  - The Very Best of Otis Redding
  - The Monterey International Pop Festival
- 1993 :
  - Good to Me
  - The Definitive Otis Redding
- 1995 : The Very Best of Otis Redding Volume II
- 1998 :
  - The Otis Redding Anthology
  - Love Songs
- 1999 : In Concert-Live
- 2008 : Live in London and Paris
- 2013 : The Complete Stax/Volt Singles Collection
- 2014 : The King of Soul
- 2015 : Soul Manifesto: 1964-1970 (coffret 12 CD)
- 2018 : Dock Of The Bay Sessions